# 9044 Kaoru
9044 Kaoru è un asteroide della fascia principale. Scoperto nel 1991, presenta un'orbita caratterizzata da un semiasse maggiore pari a 2,2379992 UA e da un'eccentricità di 0,1019113, inclinata di 4,65948° rispetto all'eclittica.